# Lucio Pedercini
Lucio Pedercini (Volta Mantovana, 22 de septiembre de 1972) es un expiloto de motociclismo italiano.

## Biografía
Hizo su debut en el Mundial de Motociclismo en 1992. Su mejor temporada fue en 1996 cuando acabó en el puesto 17 de la categoría de 500cc. Pedercini venció del Campeonato Italiano de Superbikes en 2001 y 2002, a bordo de una Ducati. Después corrió en el Campeonato Mundial de Superbikes desde 1998 hasta 2006 con una novena plaza como mejor resultado en 2003.
Después de su retirada, Pedercini crea su propia escudería Team Pedercini que participa en FIM Superstock 1000 Cup con Vittorio Iannuzzo y Ayrton Badovini como pilotos. En 2014, el equipo compitió en el Mundial de Superbikes con Alessandro Andreozzi y Luca Scassa. también participaó en el FIM Superstock 1000 Cup con Lorenzo Savadori, Balazs Nemeth, Romain Lanusse y Javier Alviz. En 2015, el equipo fue escogido por Kawasaki para ser el equipo satélite del Mundial de Superbikes con Javier Alviz y David Salom a bordo de una Kawasaki Ninja ZX-10R.

## Resultados

### Campeonato del Mundo de Motociclismo

#### Carreras por año
Sistema de puntos desde 1969 a 1987:
| Posición | 1.º | 2.º | 3.º | 4.º | 5.º | 6.º | 7.º | 8.º | 9.º | 10.º |
| Puntos   | 15  | 12  | 10  | 8   | 6   | 5   | 4   | 3   | 2   | 1    |

Sistema de puntos desde 1988 a 1992:
| Posición | 1.º | 2.º | 3.º | 4.º | 5.º | 6.º | 7.º | 8.º | 9.º | 10.º | 11.º | 12.º | 13.º | 14.º | 15.º |
| Puntos   | 20  | 17  | 15  | 13  | 11  | 10  | 9   | 8   | 7   | 6    | 5    | 4    | 3    | 2    | 1    |

(Carreras en negrita indica pole position, carreras en cursiva indica vuelta rápida)
| Año  | Clase | Moto       | 1       | 2       | 3       | 4       | 5       | 6       | 7       | 8       | 9       | 10      | 11      | 12      | 13      | 14      | 15     | Pts. | Pos. |
| ---- | ----- | ---------- | ------- | ------- | ------- | ------- | ------- | ------- | ------- | ------- | ------- | ------- | ------- | ------- | ------- | ------- | ------ | ---- | ---- |
| 1992 | 500cc | Paton      | JPN DNQ | AUS Ret | MAL -   | SPA Ret | ITA Ret | EUR 22  | GER 23  | NED 20  | HUN Ret | FRA -   | GBR Ret | BRA Ret | RSA -   |         |        | NC   | 0    |
| 1993 | 500cc | ROC Yamaha | AUS 18  | MAL 16  | JPN Ret | SPA 12  | AUT Ret | GER DNS | NED -   | EUR Ret | RSM 15  | GBR Ret | CZE 20  | ITA 17  | USA Ret | FIM 15  |        | 29.º | 6    |
| 1994 | 500cc | ROC Yamaha | AUS Ret | MAL 15  | JPN 18  | SPA Ret | AUT Ret | GER Ret | NED Ret | ITA 20  | FRA Ret | GBR 18  | CZE Ret | USA 15  | ARG 17  | EUR Ret |        | 31.º | 2    |
| 1995 | 500cc | ROC Yamaha | AUS 22  | MAL DNS | JPN 22  | SPA Ret | GER Ret | ITA 20  | NED 21  | FRA Ret | GBR Ret | CZE Ret | RIO 19  | ARG 19  | EUR 15  |         |        | 35.º | 1    |
| 1996 | 500cc | ROC Yamaha | MAL 12  | INA Ret | JPN DNS | SPA 20  | ITA 13  | FRA 10  | NED Ret | GER 13  | GBR 15  | AUT 16  | CZE 16  | IMO 13  | CAT Ret | RIO 15  | AUS 12 | 17.º | 25   |
| 1997 | 500cc | ROC Yamaha | MAL 16  | JPN Ret | SPA 17  | ITA 15  | AUT 16  | FRA 19  | NED 18  | IMO 16  | GER Ret | RIO 15  | GBR 16  | CZE Ret | CAT 18  | INA 17  | AUS 17 | 29.º | 2    |

### Campeonato Mundial de Superbikes

#### Carreras por año
| Año  | Moto   | 1       | 1       | 2       | 2       | 3       | 3       | 4       | 4       | 5       | 5       | 6       | 6       | 7       | 7       | 8       | 8       | 9       | 9       | 10      | 10      | 11      | 11      | 12      | 12      | 13      | 13      | Pts. | Pos. |
| Año  | Moto   | R1      | R2      | R1      | R2      | R1      | R2      | R1      | R2      | R1      | R2      | R1      | R2      | R1      | R2      | R1      | R2      | R1      | R2      | R1      | R2      | R1      | R2      | R1      | R2      | R1      | R2      | Pts. | Pos. |
| ---- | ------ | ------- | ------- | ------- | ------- | ------- | ------- | ------- | ------- | ------- | ------- | ------- | ------- | ------- | ------- | ------- | ------- | ------- | ------- | ------- | ------- | ------- | ------- | ------- | ------- | ------- | ------- | ---- | ---- |
| 1998 | Ducati | AUS 13  | AUS Ret | GBR 19  | GBR 20  | ITA 14  | ITA 14  | SPA     | SPA     | GER 12  | GER 14  | SMR 12  | SMR 14  | RSA Ret | RSA 13  | USA 20  | USA 12  | EUR     | EUR     | AUT 16  | AUT Ret | NED DNS | NED DNS | JPN     | JPN     |         |         | 21.º | 26   |
| 1999 | Ducati | RSA Ret | RSA 12  | AUS Ret | AUS 14  | GBR Ret | GBR Ret | SPA 15  | SPA 15  | ITA 13  | ITA Ret | GER 11  | GER 13  | SMR 11  | SMR 14  | USA Ret | USA Ret | EUR Ret | EUR Ret | AUT 10  | AUT Ret | NED 18  | NED 15  | GER 14  | GER Ret | JPN     | JPN     | 20.º | 35   |
| 2000 | Ducati | RSA     | RSA     | AUS 4   | AUS 13  | JPN Ret | JPN Ret | GBR Ret | GBR Ret | ITA Ret | ITA Ret | GER Ret | GER Ret | SMR 13  | SMR 14  | SPA Ret | SPA 16  | USA 13  | USA 15  | GBR Ret | GBR 18  | NED 11  | NED 13  | GER Ret | GER Ret | GBR Ret | GBR Ret | 27.º | 33   |
| 2001 | Ducati | SPA 12  | SPA 15  | RSA 16  | RSA 14  | AUS Ret | AUS C   | JPN 21  | JPN Ret | ITA 7   | ITA 13  | GBR 18  | GBR Ret | GER Ret | GER Ret | SMR Ret | SMR Ret | USA 16  | USA Ret | GBR Ret | GBR Ret | GER Ret | GER 16  | NED 15  | NED 15  | ITA 9   | ITA 12  | 19.º | 32   |
| 2002 | Ducati | SPA 14  | SPA 11  | AUS 10  | AUS Ret | RSA Ret | RSA 12  | JPN 16  | JPN 18  | ITA Ret | ITA 6   | GBR Ret | GBR Ret | GER 10  | GER 10  | SMR 9   | SMR 9   | USA 17  | USA 16  | GBR Ret | GBR Ret | GER 13  | GER 12  | NED Ret | NED 10  | ITA 14  | ITA 13  | 13.º | 71   |
| 2003 | Ducati | SPA 8   | SPA 9   | AUS 10  | AUS 14  | JPN 7   | JPN Ret | ITA 10  | ITA 10  | GER 9   | GER 10  | GBR 11  | GBR 11  | SMR 8   | SMR 6   | USA Ret | USA 10  | GBR Ret | GBR 16  | NED 12  | NED 14  | ITA Ret | ITA 6   | FRA Ret | FRA 11  |         |         | 9.º  | 112  |
| 2004 | Ducati | SPA Ret | SPA 13  | AUS Ret | AUS Ret | SMR Ret | SMR 8   | ITA Ret | ITA 12  | GER Ret | GER Ret | GBR Ret | GBR 15  | USA 12  | USA 11  | GBR 13  | GBR Ret | NED Ret | NED DNS | ITA Ret | ITA 7   | FRA 12  | FRA DNS |         |         |         |         | 16.º | 41   |
| 2005 | Ducati | QAT Ret | QAT Ret | AUS Ret | AUS Ret | SPA Ret | SPA Ret | ITA DNS | ITA DNS | EUR     | EUR     | SMR Ret | SMR Ret | CZE WD  | CZE WD  | GBR WD  | GBR WD  | NED Ret | NED Ret | GER Ret | GER Ret | ITA Ret | ITA C   | FRA DNQ | FRA DNQ |         |         | NC   | 0    |
| 2006 | Ducati | QAT 20  | QAT Ret | AUS Ret | AUS Ret | SPA DNS | SPA DNS | ITA     | ITA     | EUR     | EUR     | SMR     | SMR     | CZE     | CZE     | GBR     | GBR     | NED     | NED     | GER     | GER     | ITA     | ITA     | FRA     | FRA     |         |         | NC   | 0    |